# Gladeview
Gladeview è un Census-designated place degli Stati Uniti d'America situato nella parte settentrionale della Contea di Miami-Dade dello Stato della Florida.
Secondo le stime del 2010, la città ha una popolazione di 11.535 abitanti su una superficie di 6,60 km².